# 谷口國博
谷口 國博（たにぐち くにひろ）は、日本の創作あそび作家、絵本作家、作詞家、作曲家、歌手。OFFICE TANIZOU代表。「たにぞう」名義でも活動している。 

## 経歴
幼児体育の指導、障害者施設での体操指導などを経て、八王子の保育園に5年間勤務。以後独立し、「創作あそび作家」を名乗り、幼児教育に関するエッセイの執筆、楽曲提供、絵本制作、親子向けイベントなど様々な分野で活動している。 

## 主な活動

### 楽曲提供
- NHK『おかあさんといっしょ』
  - でかけよう！（作詞・作曲）
  - ブンバ・ボーン！（作詞・振り付け）
- NHK『おかあさんといっしょ あそびだいすき！』
  - バスにのって（作詞・作曲）
  - おすしすしすし（作詞・作曲）
  - くるくるくるっ（作詞・作曲）
  - し・し・しのびあし（作詞・作曲）
  - みんなのせんたくもの（作詞・作曲）
  - しゅりけんにんじゃ（作詞）

- 福島元気プロジェクト『空にはいつも ほら太陽』（作詞）
- 花王ひとり洗い応援ソング『あわわぷくぷくぷーくぷく』（作詞・作曲）
- 『福岡トヨペットイメージソング』（作詞・作曲・振り付け）
- 『栃木県なかがわ水遊園イメージソング』（作曲・振り付け）
- 東日本大震災復興ソング『僕らのスタート』（作詞・作曲・振り付け）
- 東京都八王子市ダンスソング『ぼくらの八王子』（作曲・振り付け）
- 東京都日野市テーマ曲『そらに響け！ヒノソング』（作詞・作曲・振り付け）

ほか多数。

### テレビ番組
- Hulu『とびだせ！ ぐーちょきぱーてぃー』 
  - 番組内楽曲・ダンスの監修
- NHK『からだであそぼ』
  - 体操指導・振り付け

- NHK『なぜ？ どうして？ がおがおぶーっ！』
  - 振り付け

- NHK『おとうさんといっしょ』
  - 遊び指導

ほか多数。

### CM
- リカルデント（振り付け）
- キユーピー たらこ（振り付け）
- ふわりぃランドセル（振り付け）

## ディスコグラフィ

### ひろみち＆たにぞう運動会シリーズ
- ひろみち＆たにぞうの 運動会やるってよ！（キングレコード）
- ひろみち＆たにぞうの 元気うた！心うた！（キングレコード）
- ひろみち＆たにぞうの みんなの みんなによる みんなのための 運動会！～リクエスト・ベストセレクション～（キングレコード）
- ひろみち＆たにぞうの 天晴（あっぱ）れ運動会！（キングレコード）
- ひろみち＆たにぞうの パラダイス運動会！（キングレコード）
- ひろみち＆たにぞうの 僕らの運動会！（キングレコード）
- ひろみち＆たにぞうの プレミアム運動会！（キングレコード）
- ぴよピヨ行進曲 ～ひろみち＆たにぞう ０・１・２さいだってキメルぜ！ うんどう会＆はっぴょう会～（キングレコード）
- ひろみち＆たにぞうの 伝説の運動会！（キングレコード）
- ひろみち＆たにぞうの 全力！運動会！（キングレコード）
- おたまじゃくしのたいそう1・2！ ひろみち&たにぞう　0・1・2さい　うんどう会＆はっぴょう会（キングレコード）
- ひろみち＆たにぞうの 運動会カーニバル！（キングレコード）
- ひろみち＆たにぞうの 運動会デラックス！（キングレコード）
- ひろみち＆たにぞうの 元気がでる運動会！（キングレコード）
- ひろみち＆たにぞうの 運動会だよ、ドーンといってみよう！（キングレコード）
- ひろみち＆たにぞうの ワールド・ザ★運動会！（キングレコード）
- ひろみち＆たにぞうの 運動会だよ全員集合！（キングレコード）
- ひろみち＆たにぞうの 躍る運動会！（キングレコード）
- ひろみち＆たにぞうの みんなの運動会（キングレコード）

### その他
- たにぞうダチョウ ～ スーパー手あそび（キングレコード）
- たにぞうだゾウ～ スーパーベスト（キングレコード）
- たにぞう&タニケン&きよこの からだ遊育計画 ～わくわくあそび探検へGO!あそびを通してこどもの時から36の基本動作!～（キングレコード）
- ひろみち＆たにぞうの やっぱおやこでSHOW!（キングレコード）

## 著作

### 絵本
- うちのかぞく（世界文化社）
- うちのきんぎょ（世界文化社）
- うちのおかあさん（世界文化社）
- うちのおじいちゃん（世界文化社）
- うちのおばけ（世界文化社）
- おじさんとすべりだい（ひさかたチャイルド）
- だちょうさんのたまご（ひさかたチャイルド）
- スダジイのなつ（ひさかたチャイルド）
- かつおどりとあほうどり（童心社）

### 保育図書
- たにぞうの あそびのポケット（メイト）
- たにぞうの あそびのポケット2（メイト）
- たにぞうの あそびのポケット3（メイト）
- たにぞうの てあわせあそびおねがいします（チャイルド）
- たにぞうの 親子遊びでギュッ！（世界文化社）
- たにぞうの 元気がイチバン！あそびうた（チャイルド）
- たにぞうの 手あそびでござんす（チャイルド）
- たにぞうの あそびうたHITS on Stage（チャイルド）
- たにぞうの ぼくのおひさまパワー（チャイルド）
- たにぞう+中川ひろたかの うたあそび講習会（世界文化社）
- たにぞう+中川ひろたかの うたあそび研究所（世界文化社）
- たにぞう+中川ひろたかの うたあそび運動会（世界文化社）
- たにぞう+中川ひろたかの うたあそび12ヶ月（世界文化社）
- たにぞう+中川ひろたかの うたあそび発表会（世界文化社）
- ひろみちお兄さんとたにぞうの 思いっきり親子遊び（世界文化社）
- ひろみち&たにぞうの みんなの運動会（世界文化社）
- ひろみち&たにぞうの 踊る大運動会（世界文化社）
- ひろみち&たにぞうの 運動会だよ！全員集合（世界文化社）
- ひろみち&たにぞうの ワールドザ運動会（世界文化社）
- ひろみち&たにぞうの 運動会だよ、ドーンといってみよう！（世界文化社）
- ひろみち&たにぞうの 運動会デラックス（世界文化社）
- ひろみち&たにぞうの 運動会カーニバル（世界文化社）
- ひろみち&たにぞうの 全力！！運動会（世界文化社）
- ひろみち&たにぞうの 伝説の運動会（世界文化社）
- ひろみち&たにぞうの プレミアム運動会（世界文化社）
- ひろみち&たにぞうの 僕らの運動会（世界文化社）
- ひろみち&たにぞうの パラダイス運動会（世界文化社）
- ひろみち&たにぞうの あっぱれ運動会（世界文化社）
- ひろみち&たにぞうの 運動会やるってよ！（世界文化社）
- たにぞうの 一球ノーコン（世界文化社）
- ウキウキ気分でウクレレ保育（世界文化社）
- てのひらのちきゅう やさしいピアノアレンジ（世界文化社）

### パネルシアター
- ひろみち&たにぞうの となりのお弁当
- ひろみち&たにぞうの となりのとこやさん
- たにぞうの バスにのって
- たにぞう+中川ひろたかの 急いで消防車

## リンク
【公式サイト】http://www.tanizou.com/Profile/index.html
【ブログ】http://blog.tanizou.com/
【キングレコード】https://sukuiku.com/artist/tanizou
【YouTube】https://www.youtube.com/playlist?list=PLTjdxlTVM4e4cj3dvkCQN3ZK4nCb8s1FK